# Sí, y además...
Sí, y además...  es una técnica o regla general de la improvisación teatral. Sugiere que en una improvisación se debe aceptar lo que la otra persona ha dicho («sí») para luego ampliar esa línea argumental («y además... »). Este principio no prohíbe los desacuerdos entre los personajes de los improvisadores, pero establece que no se deben rechazar las premisas básicas introducidas por el otro, ya que esto los desorientaría y perjudicaría el desarrollo de la escena.
La  regla del «sí, y además... » se complementa con la  técnica del «No, pero... », que sirve para refinar o confrontar ideas de manera constructiva.

## Principios
La parte «sí» de la regla implica la aceptación de las contribuciones de los demás. Se anima a los participantes de una improvisación a aceptar una propuesta, lo que fomenta un sentido de cooperación en lugar de rechazar la sugerencia, lo que cortaría la comunicación.
El siguiente paso consiste en añadir nueva información a la narrativa. El concepto de «y además» evita modificar directamente el material previo. En cambio, se basa en él para introducir los siguientes giros argumentales.